# Albert Russo
Albert Russo, né le 26 février 1943 à Kamina, est un écrivain, poète et photographe belge. Auteur bilingue (anglais et français), il traite des thèmes tels que l'anti-racisme, les libertés individuelles et collectives, ainsi que des libertés LGBT.

## Biographie
Fils de père italien, né à Rhodes, et de mère anglaise ayant grandi en Rhodésie, il suit sa famille au Congo, Ruanda-Urundi, en Rhodésie et en Afrique du Sud,. Après son baccalauréat, obtenu à Bujumbura, il poursuit à l’Université de New York (NYU), aux États-Unis, des études de psychologie, de business administration et de sciences économiques, pour enfin se diplômer, en 1965, en langue et en culture allemande au Collegium Palatinum, à Heidelberg. À la fin de cette même année, il s’installe à Milan où il commence à écrire, tout en collaborant avec son père dans une firme d’import-export.
Son premier roman, traitant de l’apartheid, La Pointe du Diable, est publié à Bruxelles en 1973 et gagne le Prix Colette 1974 à Cannes. En 1975, il retourne vivre à New York où il enseigne les langues étrangères. Entretemps, il écrit des nouvelles et des poèmes et collabore avec diverses revues culturelles, telles que The Literary Review, The Poet, Atlas World Review, Philadelphia Poets. Il traduit également des scénarios de films documentaires pour l’UNICEF. En 1978, il décide de rentrer en Europe, élisant Paris comme sa ville d’adoption.
Traduit dans une douzaine de langues, Albert Russo a écrit plus de vingt ouvrages, entre romans, nouvelles et recueils de poésie. Il traite particulièrement de l’Afrique, comme avec Sang Mêlé / Mixed Blood, ce dernier ayant obtenu le prix de Best Fiction Award attribué en 1985 par la Volcano Review en Californie, ainsi que le Prix de la Liberté l’année suivante en France. Mixed Blood et Eclipse over Lake Tanganyika sont nommés en 2000 pour le prix e-book, attribué lors de la Foire internationale du livre de Francfort. Parmi ses autres livres, Le Cap des Illusions (anciennement intitulé La Pointe du Diable), la série humoristique des Zapinette, The Crowded World of Solitude, vol 1, (nouvelles et essais) commencée à New York dans les années 1970, ainsi que ses livres de poésie Dans la nuit bleu-fauve / Futureyes, et The Crowded World of Solitude, vol 2.
Commenté par les Archives et Musée de la littérature, dans le cadre de la littérature post-coloniale et de la politique post-coloniale, ses romans africains, comme Mixed Blood, au cours des années ont été adoptés par le département de littérature anglaise de la Sorbonne, comme aussi la série Zapinette qui a été adoptée par la faculté de langue française de l’Institut catholique de Paris.
Pour la commune expérience passée au Congo (RDC), dans les années 1980, il se lie d’amitié avec l’artiste et philosophe italien Joseph Pace, fondateur, à Paris, du filtranisme, un courant philosophique et artistique neo-existentialiste,.  Dans les années 2000, il devient ami du poète et artiste Adam Donaldson Powell, avec lequel en 2009, ils compose Gaytude, une anthologie de poésie autour du monde, écrite en anglais et en français et accompagné par des images photographiques prises par Russo.
Comme photographe, il a réalisé un certain nombre de livres d’images quelquefois accompagnés de textes poétiques, qui ont obtenu des prix aux États-Unis, en Suisse. Ses photographies ont été exposées au musée de l'Élysée à Lausanne.
En 1996, il a fait partie du jury du Neustadt International Prize for Literature, prix qui a eu cours des années parmi ses participants de nombreux vainqueurs du Prix Nobel de littérature, comme Eugenio Montale, Pablo Neruda, Elias Canetti, José Saramago, Harold Pinter, Mario Vargas Llosa.
En Italie, Albert Russo vient publier dès 2001 les romans L’amante di mio padre (2001), Sangue Misto (2008), Shalom Tower Syndrome (2008), Sotto il Picco del Diavolo (2012),, Io, Hans, figlio di nazisti (2013). 

## Œuvres

### Romans
- Sang Mêlé ou ton fils Léopold, Éditions du Griot, Paris, 1990; France Loisirs, Paris, 1991; Ginkgo éditeur (couverture de Blaise Patrix), Paris, 2007
- La pointe du diable, Éditions Pierre Deméyère, Bruxelles, 1973; Éditions du Griot, Paris, 1990
- Le cap des illusions, Éditions du Griot, Paris, 1991
- Eclipse sur le lac Tanganica, Le Nouvel Athanor, Paris, 1994
- Zapinette Vidéo, Éditions Hors Commerce, Paris, 1996
- L’amant de mon père, Le Nouvel Athanor, Paris, 2000
- Zapinette à New York, Éditions Hors Commerce, Paris, 2001
- L’amant de mon père II: Journal romain, Éditions Hors Commerce, Paris, 2003
- L’ancêtre noire, Éditions Hors Commerce, Paris, 2003
- Oh Zaperetta, Xlibris, USA, 2005
- The Benevolent American in the Heart of Darkness, Xlibris, USA, 2005
- Zulu Zapy wins the Rainbow Nation, Cyberwit, India 2010; Poesia Printery, South Africa, 2010
- Exils Africains Ginkgo Éditions, Paris 2010
- Léodine l’Africaine, Éditions Ginkgo, Paris, 2011
- Gosh Zapinette (Series of 7 Books), Imago Press, USA 2012
- Mother beloved, Mamica mia Createspace/Amazon, USA 2013
- Moi, Hans, fils de nazis Ginkgo Editeur, Paris 2013

### Poésie
- Dans la nuit bleu-fauve / Futureyes, Le Nouvel Athanor, Paris, 1992
- Painting the Tower of Babel, New Hope International, GB, 1996.
- Poetry and Peanuts, Cherrybite Publications, GB, 1997
- The Crowded World of Solitude, Volume 2, the collected poems, Xlibris, USA, 2005
- Gaytude, poetic journey around the world, Albert Russo and Adam Donaldson Powell, Xlibris, USA, 2009
- Boundaries of Exile / Conditions of Hope, Albert Russo and Martin Tucker, Confrontation Press (Long Island University, NY), 2009
- Embers under my skin, Imago Press (USA), 2012

### Nouvelles
- Eclats de malachite, Editions Pierre Deméyère, Bruxelles, Belgio, 1971.
- Mosaïque Newyorkaise, Editions de l’Athanor, Parigi, Francia, 1975.
- Venitian Thresholds, Bone & Flesh Publications, USA, 1995.
- The Crowded World of Solitude,Volume 1, collected stories and essays, Xlibris,USA, 2005.
- Le Règne du Caméléon, Imago Press (USA), 2012

### Livres de photographies
- Body glorious, Xlibris, USA, 2006.
- Italia Nostra, Xlibris, USA, 2007.
- Norway to Spitzberg, Blurb Inc., USA, 2008
- Senegal Live, Blurb Inc., USA, 2010
- Oriental gems, Blurb Inc., USA, 2012
- Ode to Mamica mia, Mother beloved, Createspace/Amazon, USA, 2013